# فيليب دايليدر
فيليب دايليدر (بالإنجليزية: Philip Daileader)‏ ـ (ولد في نيويورك في 25 أكتوبر 1968) هو مؤرخ أمريكي مختص في العصور الوسطى. يعمل أستاذًا مشاركًا للتاريخ بكلية ويليام وماري في فرجينيا.